# Cornelis Alijander Brandts Buys
Cornelis Alijander Brandts, later Brandts Buijs (Zaltbommel, 3 maart 1812 - Deventer, 18 november 1890) was een Nederlandse dirigent en organist. Daarnaast is hij de stamvader van de muzikale familie Brandts Buys. Hij was de natuurlijke zoon van Cornelis Buijs Corneliszoon (1757-1831) en Alijda Brandts (1777-1848). Zij huwden in 1825.
Brandts Buys' vader was organist, beiaardier (klokkenist) en muziekleraar in Zaltbommel. Al vrij vroeg kreeg hij van hem orgel-, piano- en vioollessen. Vanaf 1828 nam hij regelmatig de orgeldiensten waar en in 1834 volgde hij zijn vader op. Op 1 september 1840 werd hij organist van de Lebuïnuskerk te Deventer. Vrijwel direct daarna begon hij met het organiseren van vocale en instrumentale concerten te eigen bate, waarin hij als pianosolist optrad. Vanaf 1845 trad hij op als dirigent en in 1851 werd hij voor vast tot ‘orchestdirecteur’ benoemd, een functie die hij tot 1886 behield. Ook als koordirigent was Brandts Buys actief. Van 1841 tot 1873 leidde hij verschillende koren, waarvan onder anderen het Deventer Mannenkoor en het Toonkunstkoor Swellingh.
Op 4 maart 1849 werd Brandts Buys de eerste directeur van de muziekschool. Hij gaf kinderen uit de lagere standen zang- en theorielessen om ze voor te bereiden op instrumentale lessen ten dienste van het muziekkorps en vanaf 1858 schoolde hij ook de stemmen van volwassenen. Brandts Buys was tevens hofpianist van koning Willem III, voor hem moest hij steeds de nieuwste muziek voorspelen. In 1886 legde hij alle werkzaamheden aan de muziekschool neer. In hetzelfde jaar stopte hij met zijn functie als stadsklokkenist, die hij sinds 1853 had bekleed. Organist bleef hij tot aan zijn overlijden op 18 november 1890.
Hij huwde op 2 mei 1838 in Zaltbommel met Johanna Wilhelmina Bosch Morison. Ze kregen in totaal negen kinderen, van wie drie zonen een carrière in de muziek kozen. Zijn oudste zoon Marius Adrianus, evenals Ludwig Felix en Henri François Robert en hun nageslacht zouden bekende organisten, dirigenten en componisten worden.
Enkele bekende werken van Cornelis Alijander Brandts Buys zijn:
- ’t Is pligt, dat iedre jongen
- Grande mazurka de Concert
- Hollands Strijdleeuw klieft de wat’ren
- Die Sonne sinket nieder

Zijn compositie ' 't Is plicht, dat iedere jongen', welke ook wel de titel 'Marschlied' droeg (tekst van J.J. Wap), werd opgenomen in de populaire liedbundel Kun je nog zingen, zing dan mee.
- Biografisch Portaal: 30275435
- Nederlandse Thesaurus van Auteursnamen: 109617932
- Virtual International Authority File: 291847849
- WorldCat: E39PBJdrMjMqrQ67b7yh8ty8G3